# 満潮 (駆逐艦)
満潮（みちしお / みちしほ）は、日本海軍の朝潮型駆逐艦3番艦である。1937年（昭和12年）10月に竣工した。1944年（昭和19年）10月、レイテ沖海戦でスリガオ海峡に突入し、米艦隊の雷撃を受けて沈没した。

## 艦歴

### 建造～開戦、2度の大破
1935年（昭和10年）9月28日、藤永田造船所で建造する駆逐艦が満潮と命名された。11月5日に起工、1937年（昭和12年）3月15日に進水。10月31日に竣工し、 朝潮、大潮と第25駆逐隊を同日編制した。11-12月にかけて中支方面で活動し、帰投後に佐世保海軍工廠で蒸気タービン機関の改造工事を実施した（臨機調事件）。 1938年（昭和13年）1月、荒潮が編入された。3月20日、有田貢艦長が病死した。
1939年（昭和14年）11月1日、第25駆逐隊4隻は横須賀鎮守府へ転籍し、第8駆逐隊を編制した。11月15日に第二艦隊・第二水雷戦隊に編入され、以後中国方面で活動した。
太平洋戦争開戦時、第8駆逐隊は第二艦隊の指揮下で南方部隊本隊に加わっていた。マレー第一次上陸作戦、リンガエン湾上陸作戦を支援。1942年（昭和17年）1月からアンボン、マカッサル攻略作戦に従事した。
日本軍はバリ島の攻略を計画し、第8駆逐隊と輸送船2隻は2月19日未明にバリ島に到着、兵員と物資の揚陸を始めた。夕刻に揚陸は完了したが、昼に空襲で輸送船相模丸が損傷し、満潮と荒潮が護衛して先にマカッサルに帰投を始めた。同日夜にロンボック海峡で朝潮と大潮が米蘭の連合艦隊と交戦、蘭駆逐艦ピートハインを撃沈したが大潮が損傷した。急報を受けて反転した満潮と荒潮がバダン海峡に突入し、2日午前3時47分に砲戦を開始した。機関室に被弾した満潮は大破し64人が戦死、航行不能となったが、海峡を漂流しながら残敵の哨戒にあたった。午前6時、軽巡長良と第21駆逐隊（若葉、子日、初霜）が到着、若葉と子日が第8駆逐隊の僚艦と協力して満潮の救援を行った。午前10時、荒潮が満潮の曳航を始めたが、空襲の回避行動で曳索が切れ、満潮は至近弾でさらに浸水した。沈没は免れ、マカッサルに帰投した。山本五十六連合艦隊司令長官は後日、バリ島沖海戦を戦った第8駆逐隊に感状を与えた。
4月10日、バリ島沖海戦で大潮、満潮も損傷した第8駆逐隊は第四水雷戦隊に編入された。満潮と大潮はマカッサルで応急修理をした後、16日-17日に高雄を経由して22日に横須賀に帰港した。5月10日に横須賀を出発、12日に呉に到着。長期修理のため15日に特別役務艦に指定された。
10月20日、第8駆逐隊（朝潮、荒潮）に復帰した。満潮はラバウルを経由してブーゲンビル島のショートランド泊地に到着、駆逐艦隊によるガダルカナル島への鼠輸送に投入された。満潮は11月2日に朝潮、浦波、敷波、綾波、望月、5日に朝潮、朝雲 、村雨、春雨、夕立、時雨、白露、有明、夕暮、9日に朝潮、朝雲、望月、村雨、夕立、時雨、白露、夕暮と揚陸作戦を行い、いずれも成功した。
海軍はヘンダーソン飛行場基地への大規模な艦砲射撃を計画し、満潮は作戦に備えて6日に第七戦隊（司令官西村祥治少将）の指揮下に入った。しかし12日夜に第三次ソロモン海戦が勃発し、出撃準備中の13日、ショートランド泊地の海岸近くで停泊中に米軍大型機の爆撃を受け、至近弾で大破浸水し航行不能になった。
12月22日、外南洋部隊は朝潮に満潮の曳航、天霧に護衛を命じ、満潮はようやくショートランドからトラック泊地に移動した。満潮は工作艦明石で応急修理を行った。3月6日に満潮は駆逐艦浜風の曳航と舞風の護衛でトラックを出港し、サイパンを経由して16日に館山に到着。その後、横須賀や横浜船渠に入渠した。4月1日、第8駆逐隊は解隊された。満潮は横須賀鎮守府の警備駆逐艦となり、同日付で朝潮型駆逐艦の公文書上の表記は満潮型駆逐艦に改訂された。

### 護衛任務
10月31日、満潮は第24駆逐隊（海風、涼風）に編入した。11月14日に修理を完了し、同月下旬に瀬戸内海へ移動、訓練に従事した。12月3日、修理を終えた第24駆逐隊3隻は桂島に集結。このうち満潮は横須賀に回航した後、12日に空母2隻（瑞鳳、雲鷹）を護衛して横須賀を出発、17日にトラック泊地へ到着した。
21日、満潮はタンカーを護衛してトラック泊地を出発した。同日、天霧などが護衛するタンカー照川丸が米潜水艦スケートの雷撃で撃沈された。満潮は現場に急行して天霧、海防艦隠岐、金城丸と合流し、救難隊の軽巡能代、駆逐艦電、響、浜風と合同で救助し、23日にトラックへ戻った。
12月29日、重巡洋艦熊野、鈴谷、駆逐艦谷風とトラック泊地を出港、31日にニューアイルランド島カビエンに到着して物資と兵員を揚陸し1944年（昭和19年）、1月1日に帰還した。輸送任務を解かれ、10日に駆逐艦藤波と共に戦艦大和を護衛してトラック泊地を出発、15日に瀬戸内海へ到着した。その後、満潮は横須賀へ移動した。24日、満潮は駆逐艦白露、雷と共に輸送船（特設巡洋艦）3隻（赤城丸、靖国丸、愛国丸）を護衛して横須賀を出発、トラック経由でウェーク島へ向かうが、31日に靖国丸が米潜水艦トリガーの雷撃で沈没した。2月1日、トラック泊地に到着した。涼風は1月25日、海風は2月1日、米潜水艦の雷撃で沈没した。
2月10日、満潮、白露、初春、若葉、駆逐艦玉波は戦艦武蔵、軽巡大淀、空母瑞鳳、空母千代田を護衛してトラック泊地を出港。15日に横須賀に到着し、千代田、瑞鳳、初春、若葉、玉波は呉に向かった。24日、白露と武蔵を護衛して横須賀を出発、2月29日にパラオに到着した。3月31日、第4駆逐隊に編入された。この頃、潜水艦の攻撃で小破した武蔵を白露、藤波と共に護衛し、4月3日に呉へ帰投した。

### 南西方面の戦い
4月7日、満潮は第4駆逐隊僚艦の山雲、野分と合流し、内海で整備や訓練に従事した。5月11日、第4駆逐隊と秋霜、早霜、玉波、時雨は武蔵と空母6隻（第二航空戦隊〈隼鷹、飛鷹、龍鳳〉、第三航空戦隊〈千歳、千代田、瑞鳳〉）を護衛して佐伯湾を出撃し、タウイタウイに向かった。16日に到着し、第4駆逐隊はタウイタウイ泊地の警戒や機動部隊の訓練に従事した。
6月1日、田中知生少佐が艦長に任命された。第4駆逐隊は機動部隊の護衛としてマリアナ沖海戦に参加した（編制は同海戦参照）。6月20日に飛鷹が沈没し、満潮は浜風、秋霜、早霜等と乗組員の救助にあたった。飛鷹艦長・副長とも満潮に収容された。満潮は他の駆逐艦が引き揚げた後も単艦で捜索し、日没後は探照灯も使った（浜風が同行の記録もあり）。海戦後、燃料が不足した浜風、時雨、秋霜、早霜、満潮は先に沖縄へ向かい、23日に中城湾で僚艦の野分、山雲と合流した。満潮は飛鷹の生存者を隼鷹に引き渡した。
7月上旬、山雲、野分と共にはダバオの戦艦扶桑の内地回航を護衛した。10日、朝雲が編制上、第4駆逐隊に編入された。14日、満潮、山雲、野分は宿毛湾で扶桑と分かれ、15日に横須賀に帰投。満潮は修理と整備に当たった。
8月6日、満潮、野分、山雲はタンカー帝洋丸を護衛して横須賀を出港、伊万里湾で帝洋丸と分かれた。佐世保へ向かい、戦艦榛名と合流した。15日、4隻は佐世保を出港し、21日にシンガポールに到着した。第4駆逐隊の3隻はレーダー改装工事をおこなったのちリンガ泊地へ移動、朝雲と合流した。以降、捷一号作戦の発動まで泊地周辺で訓練と待機が続いた。

### 沈没
10月17日、満潮と野分はシンガポールへ移り、タンカー雄鳳丸と八紘丸を護衛して21日にボルネオ島北部ブルネイに到着した。同日附の捷一号作戦の編制で、満潮、朝雲、山雲は第一遊撃部隊の第三部隊（司令官西村祥治中将）、野分は第二部隊（司令官鈴木義尾中将）に編入された。22日、西村中将は戦艦山城、扶桑、重巡最上、駆逐艦時雨、満潮、朝雲、山雲を率いてブルネイを出撃し、25日未明にスリガオ海峡に突入した。
魚雷艇の攻撃は撃退したが、続く米駆逐艦隊の魚雷攻撃で満潮、朝雲、山雲は次々に被雷し、戦闘不能になった。米軍側の記録によれば、駆逐艦ハッチンズが避退中の朝雲に魚雷5本を発射し、これが満潮に命中して26日午前3時58分に沈没した。高橋駆逐隊司令をふくめ約230名が戦死した。朝雲と山雲も沈没し、西村艦隊は時雨を除いて全滅した。野分も同日中に撃沈され、第4駆逐隊は全滅した。1945年（昭和20年）1月10日、満潮は駆逐艦籍から除籍され、第4駆逐隊も解隊された。艦名は海上自衛隊の潜水艦「みちしお(初代)」と「みちしお(2代)」に継承された。
満潮の沈没後、田中艦長は漂流中に米魚雷艇に救助された。戦死と判断され昇進が公報されたが、終戦後に生存が判明し、満潮の除籍日付での解職に変更された。

## 歴代艦長
艤装員長
1. 佐藤康夫 中佐：1937年7月6日[85] - 1937年10月31日[86]

駆逐艦長
1. 佐藤康夫 中佐：1937年10月31日[86] - 1937年12月1日[87]
2. 有田貢 中佐：1937年12月1日[87] - 1938年3月20日 病死[6]
3. （兼）勝見基 少佐：1938年3月20日[88] - 1938年8月2日[89]
4. （兼）吉田義行 中佐：1938年8月2日[89] - 1939年7月24日[90]
5. 鈴木正明 少佐：1939年7月24日[90] - 1939年10月15日[91]
6. 大島一太郎 少佐/中佐：1939年10月15日[91] - 1940年11月15日[92]
7. 小倉正身 少佐/中佐：1940年11月15日[92] - 1942年8月20日[93]
8. 戸村清 中佐：1942年8月20日[93] - 1943年1月25日[94]
9. 鈴木保厚 中佐：1943年1月25日[94] - 1943年5月1日[95]　※1943年10月15日まで艦長の発令なし
  1. （代理）相澤正 大尉：1943年1月28日[96] - 1943年1月30日[96]
10. 原口曻 中佐：1943年10月15日[97] - 1944年5月2日[98]
11. 平田正明 少佐：1944年5月2日[98] - 1944年5月10日[99]
12. （兼）高橋亀四郎 大佐：1944年5月10日[99] - 1944年6月1日[61]
13. 田中知生 少佐：1944年6月1日[61] - 1945年1月10日[84][出典無効]